# Arno Peters
Arno Peters (Berlín, 22 de maig de 1916 - Bremen, 2 de desembre de 2002) fou un historiador i geògraf alemany conegut per ser el creador de la projecció cartogràfica de Peters.
Començà la seva carrera com a cineasta i estudià tècniques estatunidenques durant la dècada de 1930 amb les quals ajudà a revolucionar la producció cinematogràfica a Alemanya en aquell moment. El 1942, rebé el seu doctorat per la universitat de Berlín amb un treball sobre propaganda política.
Aquest interès dugué a Peters a estudiar la història del món des del punt de vista sincronòptic, que consisteix a donar a tota la gent del món la mateixa veu. Aquest projecte culminà amb el desenvolupament del mapa de la projecció de Peters, el 1974, que representa els continents i els països proporcionalment a la seva àrea real.